# NGC 2628
NGC 2628 је спирална галаксија у сазвежђу Рак која се налази на NGC листи објеката дубоког неба.
Деклинација објекта је + 23° 32' 23" а ректасцензија 8h 40m 22,6s. Привидна величина (магнитуда) објекта NGC 2628 износи 13,3 а фотографска магнитуда 14,0. NGC 2628 је још познат и под ознакама UGC 4519, MCG 4-21-12, CGCG 120-20, IRAS 08374+2342, PGC 24381.